# Катастрофа Ан-12 під Джубою
Катастрофа Ан-12 під Джубою — авіакатастрофа вантажного літака Ан-12БК з вірменським екіпажем, що сталася 4 листопада 2015 року в Південному Судані при зльоті з аеропорту міста Джуба (столиця Південного Судану) в 800 метрах від аеропорту. Літак врізався в пагорб в житловому районі і розвалився на частини, фрагменти були розкидані вздовж річки Білий Ніл. Літак летів у аеропорт Палуг (Paloug, Paluge, Paloich) у північній частині Південного Судану (провінція Верхній Ніл), де знаходяться нафтові виробництва.
У літаку перебувало 18 або більше осіб, серед них шестеро членів екіпажу. На місці падіння літака знайдено 41 тіло.
Основний екіпаж:  Команир екіпажу – Геворг Товмасян
Другий пілот – Самвел Амбарцумян
інженер літака – Самвел Мкртчян
Авіаційні техніки Сурен Петросян та Армен Антонян був вірменським, що підтвердило МЗС Вірменії.
За попередньою версією південносуданських експертів, причиною події могло стати перевантаження літака.
У дні катастрофи авіаційна безпека перебувала в зоні підвищеної уваги світової громадськості у зв'язку катастрофою російського пасажирського літака A321: у ній загинули 224 людини.